# Elosman Euller Silva Cavalcanti
Elosman Euller Silva Cavalcanti (sinh ngày 4 tháng 1 năm 1995), còn được biết với tên đơn giản Euller, là một cầu thủ bóng đá người Brasil thi đấu cho câu lạc bộ Nhật Bản Avispa Fukuoka ở vị trí hậu vệ trái.

## Sự nghiệp câu lạc bộ
Sinh ra ở São José de Piranhas, Paraíba, Euller tốt nghiệp từ hệ thống đào tạo trẻ của Vitória, sau khi được giải phóng từ Bahia. Ngày 14 tháng 8 năm 2013 anh ra mắt ở đội một – và Série A –, nằm trong đội hình xuất phát trong chiến thắng 3–1 trên sân nhà trước Ponte Preta.
Ngày 16 tháng 9 năm 2013 Euller ký bản hợp đồng mới cùng với Vitória, đến hết năm 2017.

## Danh hiệu
Vitória
- Campeonato Baiano: 2013, 2016, 2017